# Longin Walknowski
Longin Walknowski pseud. Ronin (ur. 16 kwietnia 1904, zm. 19 kwietnia 1990) – podpułkownik, uczestnik II wojny światowej, dowódca oddziału partyzanckiego Batalionów Chłopskich, zastępca dowódcy brygady Armii Ludowej.

## Życiorys
W czasie wojny obronnej 1939 pełnił funkcję zastępcy dowódcy plutonu. Do niemieckiej niewoli trafił 16 września pod Zamościem. Ze Stalagu VIII C koło Żagania udało mu się zbiec i wrócić do kraju. Zamieszkał we wsi Wawrzeńczyce a następnie w Złotej Pińczowskiej. Na tym terenie zorganizował samodzielny oddział partyzancki dla którego broń kupował od szmuglerów lub od Austriaków i Włochów udających się na front wschodni. W 1942 po nawiązaniu kontaktu z Franciszkiem Kucybałą i Józefem Maślanką zorganizował 184 osobowy oddział Batalionów Chłopskich. Dowodząc oddziałem w stopniu porucznika prowadził głównie działania dywersyjne, atakując niemieckie transporty i niszcząc połączenia komunikacyjne. W 1944 z oddziałem BCh wstąpił do tworzonej brygady Armii Ludowej. W 1 Brygadzie AL Ziemi Krakowskiej został zastępcą dowódcy tejże brygady, biorąc udział w walkach z Niemcami na terenie tzw. Republiki Pińczowskiej. W tym czasie został członkiem PPR. Po bitwie pod Baranowem przeszedł razem z brygadą przez linię frontu na przyczółek sandomierski.
Jako ochotnik wstąpił do Ludowego wojska Polskiego i w stopniu kapitana został dowódcą batalionu 27 pułku piechoty z 10 Sudecka Dywizja Pancerna wchodzącej w skład 2 Armii Wojska Polskiego. Szlak bojowy z LWP zakończył 14 maja w Pradze czeskiej, wcześniej uczestnicząc w walkach o Kołobrzeg i Budziszyn. Po zakończeniu wojny działał w Związku Inwalidów Wojennych RP..
Uchwałą Rady Państwa z dnia 10 lipca 1954 został odznaczony Złotym Krzyżem Zasługi a w 1955 Medalem 10-lecia Polski Ludowej.